# Chiesa di San Teodoro (Venezia)
La chiesa di San Teodoro è un edificio religioso italiano situato a Venezia nel sestiere di San Marco.

## Storia
Prima che venisse scelto come patrono san Marco, il protettore di Venezia era San Teodoro. Una prima chiesa dedicata a San Teodoro, con probabili funzioni di cattedrale, fu eretta fin dalle origini della città (sembra essere esistente già nell'VIII secolo) sempre nell'area dell'attuale piazza San Marco ma in una ubicazione diversa rispetto all'attuale.
La prima chiesa si trovava infatti in corrispondenza dell'attuale piazzetta dei Leoncini e dalla documentazione storica sembra si trattasse di una chiesa dalla struttura semplice, a pianta rettangolare con una singola abside semicircolare, interno a tre navate e nartece anteriore, con l'abside allineata a quella della primitiva chiesa di san Marco. Quest'ultima, di struttura simile a quella della chiesa di San Teodoro ma di dimensioni maggiori, era comunque molto più piccola dell'attuale basilica e separava la chiesa di San Teodoro dal primo palazzo Ducale, che all'epoca era una costruzione fortificata completamente circondata dall'acqua e isolata rispetto al resto della futura piazza San Marco. Questa prima chiesa di San Teodoro fu demolita nel XII secolo per consentire la realizzazione dell'attuale basilica di San Marco
La nuova chiesa venne costruita in posizione differente, dietro alle absidi della Basilica di San Marco e con la parte posteriore affacciata verso il rio di Palazzo. Il nuovo edificio, concepito come una cappella in stile rinascimentale, fu disegnato da Giorgio Spavento e i lavori di costruzione iniziarono nel 1486 sotto la guida di Mastro Domenico e furono portati a compimento nel giro di pochi anni. La facciata originariamente era decorata con affreschi opera di Tommaso di Giorgio; questa decorazione è andata perduta col tempo. Parte dell'edificio risulta ora inglobato nelle strutture del Palazzo Ducale che si affacciano sul rio di Palazzo.
L'edificio fu adibito a sede dell'Inquisizione e in seguito come antisacrestia capitolare e sacrestia canonicale.

## Descrizione
Alla chiesa si accede tramite la canonica della Basilica di San Marco, passando per la cappella di San Pietro.
La chiesa, restaurata nel 1961, presenta una facciata spoglia, in mattoni privi di intonaco. L'ingresso è costituito da un portale con tre gradini sormontato da un arco ribassato che contiene una lunetta con un dipinto del 1490 opera di Sebastiano da Lugano e Matteo da Valle. Ai lati del portale sono presenti due stretti finestroni ad arco. Sopra al portale è presente un finestrone circolare che illumina l'interno. Completa la facciata un semplice timpano triangolare. All'interno è presente un unico dipinto raffigurante il Presepio, opera giovanile di Giambattista Tiepolo.